# 전촌초등학교
전촌초등학교는 대한민국 경상북도 경주시 감포읍 동해안로 2043 (전촌리)에 있었던 공립 초등학교이다.

## 연혁
- 1921년 10월 20일 설립인가
- 1922년 4월 1일 전촌공립보통학교(4년제) 개교
- 1925년 4월 9일 6년제 개편
- 1938년 4월 1일 전촌공립심상소학교로 개칭
- 1941년 4월 1일 전촌공립국민학교로 개칭
- 1945년 9월 1일 전촌국민학교 교명 변경
- 1996년 3월 1일 전촌초등학교로 개칭
- 2009년 3월 1일 감포초등학교로 통폐합